# محمد تشم ساراتشفيتش
محمد تشم ساراتشفيتش (بالألمانية: Muhammed-Cham Saracevic)‏ هو لاعب كرة قدم نمساوي في مركز الوسط، ولد في 26 سبتمبر 2000 في النمسا. شارك مع منتخب النمسا تحت 19 سنة لكرة القدم. أما مع النوادي، فقد لعب مع VfL Wolfsburg II ‏.

## وصلات خارجية
- محمد تشم ساراتشفيتش على موقع اتحاد تركيا (لاعب) (الإنجليزية)
- محمد تشم ساراتشفيتش على موقع إي إس بي إن إف سي (الإنجليزية)
- محمد تشم ساراتشفيتش على موقع قاعدة بيانات كرة القدم.إي يو (الإنجليزية)
- محمد تشم ساراتشفيتش على موقع ليكيب (الفرنسية)
- محمد تشم ساراتشفيتش على موقع ناشيونال فوتبول تيمز (الإنجليزية)
- محمد تشم ساراتشفيتش على موقع Soccerbase.com (لاعب) (الإنجليزية)
- محمد تشم ساراتشفيتش على موقع Soccerway.com (الإنجليزية)
- محمد تشم ساراتشفيتش على موقع عالم كرة القدم.نت (الإنجليزية)